# 2019년 5월
| 2019년: 1월 · 2월 · 3월 · 4월 · 5월 · 6월 · 7월 · 8월 · 9월 · 10월 · 11월 · 12월 |

| \| 2019년 5월 1일 (수요일) \| \| 편집 \| |  |      |
| 사회 - 레이와 시대: 일본에서 나루히토가 제126대 일본 천황에 즉위하고, 연호를 레이와(令和, れいわ)로 고쳤다. 전날인 4월 30일 아키히토의 퇴위와 함께 헤이세이(平成, へいせい)시대는 막을 내렸다. |  |      |
| 2019년 5월 1일 (수요일) |  | 편집 |

| 2019년 5월 1일 (수요일) |  | 편집 |

| \| 2019년 5월 2일 (목요일) \| \| 편집 \| |  |      |
|                                          |  |      |
| 2019년 5월 2일 (목요일)                  |  | 편집 |

| 2019년 5월 2일 (목요일) |  | 편집 |

| \| 2019년 5월 3일 (금요일) \| \| 편집 \| |  |      |
|                                          |  |      |
| 2019년 5월 3일 (금요일)                  |  | 편집 |

| 2019년 5월 3일 (금요일) |  | 편집 |

| \| 2019년 5월 4일 (토요일) \| \| 편집 \| |  |      |
|                                          |  |      |
| 2019년 5월 4일 (토요일)                  |  | 편집 |

| 2019년 5월 4일 (토요일) |  | 편집 |

| \| 2019년 5월 5일 (일요일) \| \| 편집 \| |  |      |
| 정치와 선거 - 2019년 북마케도니아 대통령 선거: 북마케도니아에서 대통령 선거 결선 투표가 진행되었다. 개표 결과 스테보 펜다로프스키의 당선이 확정되었다. 사고 - 러시아 모스크바에서 벼락에 맞은 아에로플로트 1492편이 셰레메티예보 국제공항으로 회항, 비상착륙하던 중 기체 후미에 화재가 발생하였다. 이 사고로 최소 41명이 숨지고, 37명이 부상을 입었다. |  |      |
| 2019년 5월 5일 (일요일) |  | 편집 |

| 2019년 5월 5일 (일요일) |  | 편집 |

| \| 2019년 5월 6일 (월요일) \| \| 편집 \| |  |      |
|                                          |  |      |
| 2019년 5월 6일 (월요일)                  |  | 편집 |

| 2019년 5월 6일 (월요일) |  | 편집 |

| \| 2019년 5월 7일 (화요일) \| \| 편집 \| |  |      |
|                                          |  |      |
| 2019년 5월 7일 (화요일)                  |  | 편집 |

| 2019년 5월 7일 (화요일) |  | 편집 |

| \| 2019년 5월 8일 (수요일) \| \| 편집 \|                                                                                                   |  |      |
| 스포츠 - UEFA 챔피언스리그 2018-19 4강 2차전 리버풀 FC : FC 바르셀로나의 경기에서 리버풀이 4:0으로 승리를 거두어 결승전 진출이 확정되었다. |  |      |
| 2019년 5월 8일 (수요일) |  | 편집 |

| 2019년 5월 8일 (수요일) |  | 편집 |

| \| 2019년 5월 9일 (목요일) \| \| 편집 \| |  |      |
|                                          |  |      |
| 2019년 5월 9일 (목요일)                  |  | 편집 |

| 2019년 5월 9일 (목요일) |  | 편집 |

| \| 2019년 5월 10일 (금요일) \| \| 편집 \| |  |      |
| 국제 관계 - 미국이 2천억 달러 규모의 중화인민공화국 제품에 대하여 추가 관세를 부과하였다. 양측은 무역 분쟁 중인 상황으로, 2018년 관련 협상을 시작해 지난 2019년 2월 협상 기간을 연장해 계속 협상 중이다. |  |      |
| 2019년 5월 10일 (금요일) |  | 편집 |

| 2019년 5월 10일 (금요일) |  | 편집 |

| \| 2019년 5월 11일 (토요일) \| \| 편집 \|                                           |  |      |
| 사회 - 광화문광장에서 대한애국당 관계자에 의해 천막이 무단 설치되는 사태가 일어났다 |  |      |
| 2019년 5월 11일 (토요일)                                                            |  | 편집 |

| 2019년 5월 11일 (토요일) |  | 편집 |

| \| 2019년 5월 12일 (일요일) \| \| 편집 \| |  |      |
| 무력 충돌과 공격 - 2019년 5월 오만만 사건: 호르무즈 해협 인근에서 4척의 상선이 피격당하는 사건이 발생하였다. 사고 - 대한민국의 사찰인 통도사의 입구에서 차량 돌진 사고가 일어났다. 이 사고로 최소 1명이 숨지고, 12명이 다쳤다. |  |      |
| 2019년 5월 12일 (일요일) |  | 편집 |

| 2019년 5월 12일 (일요일) |  | 편집 |

| \| 2019년 5월 13일 (월요일) \| \| 편집 \| |  |      |
|                                           |  |      |
| 2019년 5월 13일 (월요일)                  |  | 편집 |

| 2019년 5월 13일 (월요일) |  | 편집 |

| \| 2019년 5월 14일 (화요일) \| \| 편집 \| |  |      |
|                                           |  |      |
| 2019년 5월 14일 (화요일)                  |  | 편집 |

| 2019년 5월 14일 (화요일) |  | 편집 |

| \| 2019년 5월 15일 (수요일) \| \| 편집 \| |  |      |
| 국제 관계 - 도널드 트럼프 미국 대통령이 국가비상사태를 선포하고, 통신 기술 보호에 대한 행정명령에 서명하였다. 이어, 미국 상무부가 화웨이 및 68개 계열사에 대한 거래 금지를 발표하였다. 이에 대하여 중화인민공화국과 화웨이 측은 즉각 반발하였다. |  |      |
| 2019년 5월 15일 (수요일) |  | 편집 |

| 2019년 5월 15일 (수요일) |  | 편집 |

| \| 2019년 5월 16일 (목요일) \| \| 편집 \| |  |      |
|                                           |  |      |
| 2019년 5월 16일 (목요일)                  |  | 편집 |

| 2019년 5월 16일 (목요일) |  | 편집 |

| \| 2019년 5월 17일 (금요일) \| \| 편집 \| |  |      |
|                                           |  |      |
| 2019년 5월 17일 (금요일)                  |  | 편집 |

| 2019년 5월 17일 (금요일) |  | 편집 |

| \| 2019년 5월 18일 (토요일) \| \| 편집 \| |  |      |
|                                           |  |      |
| 2019년 5월 18일 (토요일)                  |  | 편집 |

| 2019년 5월 18일 (토요일) |  | 편집 |

| \| 2019년 5월 19일 (일요일) \| \| 편집 \| |  |      |
|                                           |  |      |
| 2019년 5월 19일 (일요일)                  |  | 편집 |

| 2019년 5월 19일 (일요일) |  | 편집 |

| \| 2019년 5월 20일 (월요일) \| \| 편집 \| |  |      |
|                                           |  |      |
| 2019년 5월 20일 (월요일)                  |  | 편집 |

| 2019년 5월 20일 (월요일) |  | 편집 |

| \| 2019년 5월 21일 (화요일) \| \| 편집 \| |  |      |
|                                           |  |      |
| 2019년 5월 21일 (화요일)                  |  | 편집 |

| 2019년 5월 21일 (화요일) |  | 편집 |

| \| 2019년 5월 22일 (수요일) \| \| 편집 \| |  |      |
|                                           |  |      |
| 2019년 5월 22일 (수요일)                  |  | 편집 |

| 2019년 5월 22일 (수요일) |  | 편집 |

| \| 2019년 5월 23일 (목요일) \| \| 편집 \|                                           |  |      |
| 정치와 선거 - 유럽 의회(EP) 의원을 선출하기 위한 선거가 23일부터 26일까지 실시된다. |  |      |
| 2019년 5월 23일 (목요일)                                                            |  | 편집 |

| 2019년 5월 23일 (목요일) |  | 편집 |

| \| 2019년 5월 24일 (금요일) \| \| 편집 \| |  |      |
| 법과 범죄 - 베네수엘라 아카리과에 위치한 교도소에서 폭동이 발생, 29명의 수감자가 숨지고, 경찰관 19명이 부상을 입은 것으로 알려졌다. 정치와 선거 - 테리사 메이 영국 총리가 사임한다고 밝혔다. 메이 총리는 브렉시트 협상과 관련하여 지난 2019년 1월 신임투표 끝에 정권 유지에 성공한 바 있다. 그러나 브렉시트 합의안이 의회에서 계속하여 부결되며, 총리직 사임 압박이 계속되어왔다. |  |      |
| 2019년 5월 24일 (금요일) |  | 편집 |

| 2019년 5월 24일 (금요일) |  | 편집 |

| \| 2019년 5월 25일 (토요일) \| \| 편집 \| |  |      |
| 문화와 예술 - 제72회 칸 영화제의 황금종려상에 봉준호 감독의 영화 《기생충》이 선정되었다. 황금종려상은 경쟁부문 초정작 중 최고 작품에 주어지는 상이다. - 스위스 제네바에서 열린 세계보건기구(WHO) 제72차 총회에서 게임 중독을 '게임 사용 장애'로 분류한 국제질병표준분류 기준안이 통과되었다. 이는 유예기간을 거쳐 2022년 부터 적용될 예정이다. 이 규정을 받아들이는 것은 이후 각국이 자체적으로 결정하게된다. - 관련하여 대한민국에서는 문화체육관광부는 도입을 반대, 보건복지부는 도입을 찬성한다고 각각 발표해 정부부처간 이견을 보였다. |  |      |
| 2019년 5월 25일 (토요일) |  | 편집 |

| 2019년 5월 25일 (토요일) |  | 편집 |

| \| 2019년 5월 26일 (일요일) \| \| 편집 \|                                             |  |      |
| 재해 - 미국 오클라호마주에서 토네이도로 인하여 최소 2명이 숨지고, 수 명이 실종되었다. |  |      |
| 2019년 5월 26일 (일요일)                                                              |  | 편집 |

| 2019년 5월 26일 (일요일) |  | 편집 |

| \| 2019년 5월 27일 (월요일) \| \| 편집 \| |  |      |
| 경제와 비즈니스 - 한국예탁결제원이 증권거래세법 시행령 개정에 따라, 각 증권시장의 증권 거래세를 인하한다고 밝혔다. 시행령 개정안은 지난 5월 21일 국무회의를 통과한 바 있다. - 자동차 기업 피아트 크라이슬러 오토모빌스가 르노에 50 대 50 비율의 합병을 제안하였다. 합병이 이루어지면, 세계 시장 점유율 3위(판매량 기준)의 업체가 된다. 정치와 선거 - 2019년 오스트리아 국민의회 선거: 오스트리아의 총리 제바스티안 쿠르츠가 의회에서 불신임안이 통과되며 탄핵되었다. 연정 파트너인 자유당의 스캔들과 관련하여 쿠르츠 총리는 지난 18일 연정을 해산하고, 과도 내각을 구성한 바 있는데, 이후 자유당이 추진하는 불신임안에 대하여 제1야당이었던 사회민주당이 동조하며 불신임안이 가결되었다. 이에 따라 과도 내각도 해산하였으며, 알렉산더 판데어벨렌 대통령이 새로운 임시 내각을 구성할 예정이다. - 말라위에서 총선이 실시되었다. |  |      |
| 2019년 5월 27일 (월요일) |  | 편집 |

| 2019년 5월 27일 (월요일) |  | 편집 |

| \| 2019년 5월 28일 (화요일) \| \| 편집 \| |  |      |
| 경제와 비즈니스 - 미국 재무부가 환율 관찰대상국 명단을 발표하였다. 명단에는 대한민국, 독일, 말레이시아, 베트남, 싱가포르, 아일랜드, 일본, 이탈리아, 중화인민공화국 등 9개국이 올랐다. 이전 명단에서 스위스, 인도가 빠지고, 말레이시아, 베트남, 싱가포르, 아일랜드, 이탈리아가 추가되었다. 법과 범죄 - 일본 가와사키시 노보리토에서 흉기 난동이 발생, 최소 3명이 숨지고, 13명이 부상을 입었다. |  |      |
| 2019년 5월 28일 (화요일) |  | 편집 |

| 2019년 5월 28일 (화요일) |  | 편집 |

| \| 2019년 5월 29일 (수요일) \| \| 편집 \| |  |      |
| 사고 - 헝가리 부다페스트 다뉴브강에서 허블레아니호 침몰 사고가 발생하였다. 이 사고로 여행중인 한국인 33명 가운데 7명이 사망하고 19명이 실종되었다. 정치와 선거 - 파푸아뉴기니의 피터 오닐 총리가 사임하였다. 오닐 총리는 외국과의 대규모 액화천연가스(LNG)계약과 관련하여 정부 고위급 인사들이 사퇴하고, 다음 달 6일 불신임 투표가 예정되는 등 정치적으로 위기를 겪어왔다. 한 달 여간 의회 기능을 정지시키기 위한 절차를 밟기도 하였으나, 계속되는 여론 악화에 사임을 발표하고 물러났다. |  |      |
| 2019년 5월 29일 (수요일) |  | 편집 |

| 2019년 5월 29일 (수요일) |  | 편집 |

| \| 2019년 5월 30일 (목요일) \| \| 편집 \| |  |      |
| 정치와 선거 - 오스트리아에서 알렉산더 판데어벨렌 대통령이 브리기테 비어라인 헌법재판소장을 임시 총리에 지명하였다. 비어라인은 오는 9월 치러질 선거(2019년 오스트리아 국민의회 선거)까지 총리직을 수행하게 된다. 전임자 제바스티안 쿠르츠 총리는 연정파트너의 스캔들과 관련하여 사흘 전인 5월 27일 실각하였다. - 파푸아뉴기니 의회에서 제임스 마라페(James Marape)가 신임 총리에 선출, 취임하였다. 전임 피터 오닐 총리는 대규모 액화천연가스(LNG) 계약과 관련하여 정치적 위기를 겪다가, 전날인 29일 사임하였다. 환경 - 인천 붉은 수돗물 사건: 인천광역시 수도에서 붉은물(적수)이 나오는 사건이 발생하였다. |  |      |
| 2019년 5월 30일 (목요일) |  | 편집 |

| 2019년 5월 30일 (목요일) |  | 편집 |

| \| 2019년 5월 31일 (금요일) \| \| 편집 \| |  |      |
| 무력 충돌과 공격 - 미국 버지니아주 버지니아비치 시청에서 총기 난사가 발생 최소 12명이 숨지고, 5명이 부상을 입었다. 용의자는 경찰과의 총격전 과정에서 사살된 것으로 알려졌다. 사회 - 현대중공업이 주주총회에서 법인분할이 승인되어, 법인 물적이 분할되었으며, 이 과정에서 주주총회 장소가 울산대학교로 변경되고, 기습적으로 통과되어 경찰과 노조원과 회사원과 격렬한 충돌이 되었으며 일부 집기가 파손되었다. - 조선민주주의인민공화국 자강도 우시군에 위치한 북상협동농장에서 아프리카돼지열병이 발생하여 한반도에 아프리카돼지열병이 상륙하였다. |  |      |
| 2019년 5월 31일 (금요일) |  | 편집 |

| 2019년 5월 31일 (금요일) |  | 편집 |

| <          | 2019년 5월 | 2019년 5월 | 2019년 5월  | 2019년 5월 | 2019년 5월 | >          |
| 일         | 월         | 화         | 수          | 목         | 금         | 토         |
|            |            |            | 1 3.27 무술 | 2 28 기해  | 3 29 경자  | 4 30 신축  |
| 5 4.1 임인 | 6 2 계묘   | 7 3 갑진   | 8 4 을사    | 9 5 병오   | 10 6 정미  | 11 7 무신  |
| 12 8 기유  | 13 9 경술  | 14 10 신해 | 15 11 임자  | 16 12 계축 | 17 13 갑인 | 18 14 을묘 |
| 19 15 병진 | 20 16 정사 | 21 17 무오 | 22 18 기미  | 23 19 경신 | 24 20 신유 | 25 21 임술 |
| 26 22 계해 | 27 23 갑자 | 28 24 을축 | 29 25 병인  | 30 26 정묘 | 31 27 무진 |            |

| - 2019년 - 4월 - 5월 - 6월 - 5월 5일: 북마케도니아 대통령 선거(결선) 편집하기 |